# Aeroportul Majors
Aeroportul Majors (IATA: GVT, ICAO: KGVT, FAA LID: GVT) este un aeroport din Texas, Statele Unite ale Americii ce deservește zona Greenville⁠(d).
Situat la o altitudine de 163 m, aeroportul dispune de 1 pistă.

## Infrastructură

### Piste
Aeroportul dispune de o singură pistă. Pista 17/35 are suprafața de asfalt și dimensiunile 8.030 picioare × 150 picioare. 